# Kostel svatého Augustina (Valtice)
Kostel svatého Augustina je římskokatolický chrám ve Valticích v okrese Břeclav. Je filiálním kostelem farnosti Valtice. Jako součást areálu bývalého kláštera milosrdných bratří je chráněn jako kulturní památka.
Milosrdní bratři byli uvedeni v roce 1605 do Valtic do staršího špitálu s gotickou kaplí svaté Barbory. Nové klášterní budovy si začali stavět teprve v roce 1662. Jednolodní raně barokní kostel, připisovaný Janu Křtiteli Ernovi, byl budován následně od roku 1668 v místě kaple svaté Barbory, která se stávala poblíž oltáře nového kostela. Již 28. června 1671 byl chrám posvěcen, věže byly dokončeny roku 1673. V roce 1873 byly obě věže zvýšeny o 12 metrů podle projektu vídeňského architekta Josefa Kaisera a pokryty mědí. Zároveň byla dlouhodobě provizorní došková střecha kostela nahrazena pálenou střešní krytinou.
Hlavní oltářní obraz svatého Augustina namaloval v roce 1757 Jan Ignác Cimbal, vnitřní plastickou výzdobu kostela provedl v 18. století sochař Ignác Lengelacher.